# Bouwens van der Boijecollege
Het Bouwens van der Boijecollege is een rooms-katholieke school voor het voortgezet onderwijs in Panningen, een dorp in de Limburgse gemeente Peel en Maas. De school had in 2018 een kleine 1500 leerlingen. Bestuurlijk valt de school onder de stichting Limburgs Voortgezet Onderwijs (LVO). Informeel wordt de school ook wel 'Het Bouwens' genoemd.

## Achtergrond
De school is in 1973 ontstaan als dependance in Panningen van het Blariacumcollege in Blerick. Een jaar later werd de school verzelfstandigd als het Bouwens van der Boijecollege. De naam werd ontleend aan de eerste heer van Helden, een dorp dat samen met Panningen een dubbelkern vormt. In de jaren 1990 fuseerden alle middelbare scholen in Panningen en Meijel in het Bouwens van der Boijecollege. Sinds het schooljaar 2016-2017 zijn alle leerlingen en het personeel in één gebouw gehuisvest.

### Big Picture Learning
De school biedt alle gangbare leergangen, van vmbo tot gymnasium en werkt volgens de uit de Verenigde Staten afkomstige Big Picture Learning filosofie, waarbij leerlingen op basis van individuele leerdoelen en eigen interesses de school in een persoonlijk traject doorlopen. In 2017 won de school de Hanneke Award, die jaarlijks door de Nederlandse Big Picture Learning stichting wordt uitgereikt. De scholengemeenschap verkende medio 2018 de mogelijkheden om ook Agora-onderwijs aan te bieden, maar zag daar uiteindelijk vanaf.

### Model Europees Parlement
Het Bouwens is deelnemer in het 'Model European Parliament' programma. Dit is een EU-brede simulatie van het Europees Parlement voor scholieren uit de bovenbouw die hen de gelegenheid geeft ervaring op te doen met het nadenken over oplossingen voor Europese grensoverschrijdende problemen. Het Bouwens participeert ook in de regionale Limburgse 'Model European Parliament', waar ook Belgisch Limburg aan deelneemt.